# Tausalas
Tausalas je potok 3. řádu na západě Litvy v okrese Telšiai (Telšiaiský kraj), v Žemaitsku na Žemaitijské vysočině, levý přítok řeky Patekla. Vytéká z jezera Tausalas, 7 km na severovýchod od krajského města Telšiai. Teče zpočátku na východ, po soutoku s potokem Alaukstis se stáčí prudce k jihu, protéká městečkem Eigirdžiai, za kterým křižuje dálnici A11, u vsi Gintaučiai se mírným obloukem stáčí k východu, počíná meandrovat, poté se na krátko stáčí k jihovýchodu a vlévá se u vsi Geruliai do řeky Patekla 13,1 km od jejího ústí do Virvytė jako její levý přítok.

## Přítoky
- Levé: Alaukstis (délka: 4,8 km, plocha povodí: 14,2 km², vlévá se 8,3 km od ústí; kód: 30010838), Virma (vlévá se 10,0 km od ústí; kód: 30010835)

- Pravé: Svaigė (vlévá se 10,0 km od ústí; kód: 30010833), T - 2 (vlévá se 5,8 km od ústí; kód: 30010839), Telšė (vlévá se 4,5 km od ústí; kód: 30010841)